# Италийска епархия
Италийската епархия (на гръцки: Ἐπαρχία Ἰταλικῆς) e митрополия на Охридската архиепископия в италианските земи, съществувала от XV-XVI до края на XVI век.

## История

### Създаване и енории
Охридската архиепископия успява да подчини православните общини в италианските земи – Апулия, Калабрия и Сицилия под властта на Арагонската корона и Венеция и Далмация - Венецианската република и оформя от тях Италийската епархия. Според документи от италианските архиви тези общини са подчинени на Архиепископията от архиепископ Прохор Охридски, а според писмото на полския крал Стефан Батори от 1586 г. до папа Сикст V, Италийската епархия е под властта на охридския архиепископ още от падането на Византийската империя.
В първото и най-важно писмо на Паисий Охридски до Тимотей Илирийски, с което Тимотей се назначава на мястото на починалия Пафнутий, са описани енориите на Илирийската епархия: Апулия, Абруцо, Базиликата, Калабрия, остров Сицилия, остров Малта и Далмация.
Паството на епархията са гърци и албанци, които се увеличават още повече след падането на Константинопол в османското завладяване на Албания в средата на XV век. Сред тях е имало и православни славяни. В Далмация паството на епархията са гърци на венецианска военна служба в Зара и Шибеник, власи (мурлахи) в същите градове, преселени в 1522/1523 г. от Шибеник в окръг Дърнис, и сърби, които се увеличили след османското завоюването на Босна в 1463 година, на Херцеговина в 1482 година и разширението на империята в самата Далмация в 1499 година.
Титлата на митрополита е „Преосвещен митрополит на цялата Италийска епархия и на енориите ѝ Апулийска, Абруцка, Базиликатска, Калабрийска, Сицилианска, Малтийска, Далматинска, ипетрим и католически екзарх на целия Запад“ (Πανιερώτατος Μητροπολίτης πάσης Ἰταλικῆς ἐπαρχίας καὶ τῶν ἐνοριῶν αὐτῆς Ἀπουλίας, Ἀμπρούτζης, Βασιλικάτα, Καλαβρίας, Σικελίας, Μελίτης, Δαλματίας, ὑπέρτιμος καὶ καθολικὸς ἔξαρχος πάσης δύσεως).

### Конфликти и закриване
Съществуването на епархията води до конфликт с Римската курия, която се опитва да подчини православните общини в Италия, като папството прибягва и до насилие срещу тях. В 1556 година православният епископ Памфилий е изгонен от Месина от кардинал Джовани Андреа ди Меркурио.
Епархията е под ударите и на Константинополската патриаршия и митрополитите ѝ в Гърция, на Корфу и Закинтос. Затова през юли 1566 година архиепископ Паисий Охридски издава грамота, с която забранява на клириците от Италийската епархия да отиват за ръкоположение в Гърция, Корфу и Закинтос, а на новоназначения италийски митрополит и „екзарх на целия Запад“ Тимотей дава извънредни пълномощия да разглежда църковните и светските дела в своята епархия, да наказва всички миряни, извършили престъпления, да не позволява на клириците да правят събрания без негово знание, да приготвя миро за своята епархия и по своя воля да награждава с офикии. Архиепископът отрича правото на светските управители да действат против митрополита и неговите решения.
Конфликт в Далмация се появява и с Печката патриаршия - в 1575 година православните в Далмация и Венеция вече са под върховенството на Вселенската патриаршия, която прави свещеник Гавриил Севирос от Венеция архиепископ с титлата Филаделфийски.
В края на XVI век католическите епископи правят всякакви пречки на йерарсите на Охридската архиепископия. Кандидатите за нисши духовни чинове трябва да ходят до диоцеза на Архиепископията, което ги излага на риск от османски насилия. Архиепископ Гавриил Охридски се явява пред полския крал Стефан Батори с молба за застъпничество пред папата и съответно с писмо от 24 юни 1586 година Стефан Батори се опитва да внуши на папа Сикст V, че е хуманно да не пречи на охридския архиепископ да управлява гръцките общини в Сицилия, Апулия и Калабрия, но не постига успех. В 1588 година православните свещеници в Сицилия са извикани пред провинциалния Месински събор и са принудени да приемат унията, като някои го правят, а някои се връщат на Изток.
В началото на XVII век Архиепископията вече няма епархия в Италия.

## Епископи
| Име      | Име        | Управление           | Забележка       |
| -------- | ---------- | -------------------- | --------------- |
| Пафнутий | Παφνούτιος | ? – преди юли 1566 † |                 |
| Тимотей  | Τιμόθεος   | юли 1566 - ?         | от корчански е. |